# Мелитополь (Абайская область)
Мелитополь (каз. Мелитополь) — село в Кокпектинском районе Абайской области Казахстана. Входит в состав Шугылбайского сельского округа. Код КАТО — 635077300.

## Население
В 1999 году население села составляло 186 человек (84 мужчины и 102 женщины). По данным переписи 2009 года, в селе проживали 154 человека (75 мужчин и 79 женщин).